# 圣米格尔德韦尔努伊
圣米格尔德韦尔努伊，是西班牙卡斯蒂利亚-莱昂塞戈维亚省的一个市镇。 总面积18平方公里，总人口179人（2001年），人口密度10人/平方公里。